# La Course à l'héritage (jeu de société)
Pour les articles homonymes, voir La Course à l'héritage.
La Course à l'héritage est un jeu de société créé par Michael Gray et édité par Lansay depuis 2021. Édité à l'origine par MB Milton Bradley Company, puis par Hasbro après le rachat de MB.
Pour 2 à 6 joueurs pour la dernière édition, à partir de 8 ans, pour environ 1 heure.

## 1reédition(1995)

### Principe général
Les personnages sont douze à devoir se partager l'héritage de Tante Agathe, riche milliardaire. Mais chacun d'eux préfèrerait être le seul bénéficiaire. À chacun donc de faire le nécessaire pour priver les autres de cet héritage. Un accident est si vite arrivé !

### But du jeu
Le but du jeu consiste à avoir dans son jeu l'héritier vainqueur des autres héritiers.

#### Matériel
- Un plan de jeu qui représente la maison de Tante Agathe. Dans la maison, des pièces où les héritiers se déplacent et des pièges qui tuent qui s'y aventure :

1. La cheminée, où l'on meurt brûlé vif.
2. Le lustre, dont la chute est mortelle pour qui se trouve dessous.
3. L'escalier, où l'on glisse.
4. La statue, dont la chute écrase qui passe à côté.
5. La bibliothèque, avec son échelle d'où l'on tombe.

Au-dessus de la cheminée, un tableau. Enfin une porte qui permet aux héritiers de sortir de la maison et au détective d'y entrer.
- Treize pions représentant les douze personnages qui sont les héritiers de Tante Agathe et le détective.
- Un jeu de cartes des treize portraits : celui de Tante Agathe et de ses douze héritiers.
- Un jeu de cartes des douze héritiers.
- Un jeu de cartes « Pièges » et « Détective ».
- Deux dés, spéciaux, pour les déplacements.

#### Déroulement
Préparation :
Le jeu de cartes « Portrait » est rangé dans le tableau accroché au-dessus de la cheminée.
Le portrait de Tante Agathe, premier portrait du jeu, trône au-dessus de la cheminée.
Les cartes « Personnages » sont distribuées entre les joueurs.
Les pions « Héritiers » sont placés autour de la table.
Le pion « Détective » est placé au début de l'allée d'accès à la porte d'entrée de la maison.
Jeu :
Le portrait de Tante Agathe est retiré : le second portrait, celui d'un des héritiers, est dévoilé.
La partie est lancée.
Le premier joueur joue aux dés et déplace un ou deux héritiers de son choix.
Pour tout héritier placé sur une case « Piège », il tire une carte dans la pioche des cartes « Pièges ».
- S'il tire la bonne carte, alors il tue le personnage piégé.
- S'il tire une carte « Détective », alors le détective avance d'une case.
Au second joueur alors de déplacer un ou deux personnages.
Et ainsi de suite.
Il existe des trappes qui permettent de déplacer rapidement un héritier d'une pièce à une autre.
À chaque fois qu'un joueur sort un double, le portrait du tableau de la cheminée est changé.
Les héritiers sont tour à tour victimes d'accidents malheureux.
Le détective approche peu à peu de la porte d'entrée.
La fin de la partie s'annonce.
À noter que chaque joueur peut déplacer, à sa convenance, ses propres personnages ou ceux des autres joueurs.
Le vainqueur est celui qui a dans son jeu :
- Soit l'héritier qui est le dernier survivant
- Soit le personnage qui parvient à sortir de la maison quand c'est son portrait qui est au tableau de la cheminée
- Soit le personnage dont c'est le portrait qui est au tableau de la cheminée quand le détective entre dans la maison.

#### Personnages
Le personnage central est Tante Agatha :
- La vieille (très vieille) Tante Agatha : Ancienne reine de beauté devenue milliardaire, Tante Agatha vient tout juste de rendre l'âme. Méprisée pour ses modestes origines et sa fortune rapide et douteuse, elle n'en était pas moins "adorée" pour ses millions. À ses funérailles, ses plus proches amis (ainsi que ses meilleurs ennemis) se retrouvent en espérant obtenir une part de l'héritage.

Les douze héritiers potentiels sont :
- Rose, la bonne : Avec son déhanchement particulier et son art de manier le plumeau, Rose a marqué son passage dans de nombreux manoirs du voisinage avant d'arriver chez Agatha. Avec l'héritage de la vieille Lady, Rose a peut-être fait aujourd'hui le ménage pour la dernière fois !
- Poopsie, le chat : Couverte de diamants et nourrie avec le meilleur caviar, cette heureuse minette est aussi un terrible félin. En tant que "chatte-à-sa-maman", elle a cependant toutes les chances d'hériter de l'or de maman Agatha ! Miaou !
- Natacha, le chauffeur : Après avoir "trimbalé" cette chère Tante Agatha de boutique en boutique pendant cinq ans, Natacha a envie de changer de cylindrée ! Avec la fortune d'Agatha, elle pourra enfin réaliser son rêve : acheter une écurie de Formule 1 et participer au grand prix de Monaco !
- Jean-Pierre, le chef cuisinier : Ce chef gastronome, aux plats diaboliquement délicieux, a toujours une recette surprise à préparer dans la cuisine de Madame. Sa recette du succès est de présenter sa propre émission culinaire à la télévision, " La cuisine riche !" Saura-t-il dénicher la poule aux œufs d'or ?
- Pamela, la coiffeuse : Tellement chic et sophistiquée, vous ne savez jamais quel côté de sa tête est coiffé le plus à la mode ! Désireuse d'imposer son nom dans le monde de la haute coiffure et de la mode, elle préfère que ce soient des pièces sonnantes et trébuchantes qui glissent entre ses doigts... plutôt que les cheveux de Tante Agatha.
- Prosper, le jardinier : Le vieux Prosper est connu dans le monde entier pour la beauté et la qualité de ses roses dont certaines ont été primées - son secret, c'est l'engrais ! Impossible de dire combien de tonnes de litière de chat usagée il a déversé sur la propriété pendant toutes ces années. Maintenant, il est prêt à voir pousser la fortune d'Agatha dans son jardin.
- Edgar, le majordome : Le prétentieux Edgar a servi la famille de Tante Agatha avec un sourire en coin pendant plus de 30 ans. Maintenant qu'Agatha n'est plus, Edgar est prêt à changer de vie. Son rêve, c'est de partir avec la fortune de Tante Agatha dans ses valises et de faire une croisière autour du monde.
- Mathilde, la meilleure amie : Commère invétérée qui connaît toujours tout sur tout le monde, Mathilde a toujours satisfait la curiosité de Tante Agatha en lui racontant les derniers potins. Maintenant, Mathilde espère récupérer l'argent d'Agatha pour lancer "Cancans hebdo", un magazine de potins sur les gens célèbres.
- Dr Elisabeth, le médecin : Aussi doué pour la médecine que pour les affaires, Elisabeth n'effectue que des visites à domicile et facture toujours des honoraires très élevés à ses patients. Le Docteur Elisabeth espère pouvoir ouvrir sa propre clinique privée grâce au compte en banque de Tante Agatha.
- Adriano, le petit ami : "Comme il vous plaira, Madame !" est l'expression favorite d'Adriano. En séduisant les veuves fortunées avec des mots doux et des compliments, il fait son chemin dans leurs cœurs et leur porte-monnaie. Avec les millions d'Agatha, il pourrait se retirer avec panache et mener la grande vie !
- Steve, le professeur de tennis : Beau et musclé, Steve n'a aucune minute de répit que ce soit sur les courts ou en dehors. Il a dû courir de long en large sur les courts d'Agatha pendant ces six dernières années, mais maintenant il est prêt à frapper un bon coup pour prendre les millions d'Agatha dans son filet !
- Madame Astra, la voyante : "Seule la boule de cristal connaît votre avenir !" Trouvée au marché au puces, la boule de Madame Astra n'a coûté que 40 francs... Mais à présent elle pourrait bien valoir des millions à condition que Madame Astra ait su jouer sa carte astucieusement pendant ces trois dernières années en tant que voyante professionnelle de Tante Agatha !

Le personnage secondaire est :
- Le détective :

## 2eédition(2006)
Une seconde édition a vu le jour en 2006 toujours éditée par Hasbro. La mécanique de jeu a légèrement été modifiée. Le principe général et l'histoire du jeu sont les mêmes que pour la 1re édition.

### But du jeu
Rassembler le plus de bourses d'argent en éliminant les autres héritiers et en réussissant à s'échapper du manoir truffé de pièges avant que ne sonne minuit.

### Matériel
- 1 plateau de jeu
- 3 murs
- 5 pièges (escalier, cheminée, trophée de sanglier, coffre fort et armure)
- 16 pions héritiers
- 16 cartes héritiers
- 32 cartes piège
- testament de tante Agathe
- 20 jetons bourse d'argent
- 2 dés noirs

#### Résumé de la règle
- 1. Lancez les dés
- 2. Déplacez 2 héritiers (1 avec chaque dé, si l'on fait un double, on peut ne déplacer qu'un seul héritier) et piochez une carte piège si vous tombez sur un piège.
- 3. Jouez une ou plusieurs cartes à jouer permettant de déclencher un piège précis, de relancer un dé, de prendre une carte héritier à un autre joueur, de déplacer un héritier de son choix dans une pièce de son choix ou encore d'actionner le piège de son choix. Le fait de déclencher des pièges élimine alors des héritiers et modifie le testament en conséquence (la ou les bourses attribuées à l'héritier éliminé sont en effet héritées par l'héritier suivant sur la liste préétablie du testament).
- 4. La partie se termine lorsque la carte La pendule sonne minuit est piochée ou bien que le dernier héritier présent sur le plateau s'échappe ou est éliminé.
- 5. Le joueur ayant récolté le plus grand nombre de jetons bourse d'argent gagne la partie !

#### Héritiers
Voici les 16 héritiers dans l'ordre indiqué sur le testament :
- Maryse, la coiffeuse
- Albert, le savant fou
- Louise, la bonne
- Odile, le chauffeur
- Maitre Prudence, l'avocate
- Mamie Lulu, la meilleure amie
- Lola, la nièce pseudo-chanteuse
- Madame Astra, la voyante
- Pierre, le cuisinier
- Nestor, le majordome
- Marie-Ange, le médecin
- Henry, le tennisman
- Firmin, le chasseur
- Miro 1er, le chien
- Comte Beauregard, le petit-ami séducteur
- Félicie, le chat

## Versions Internationales
- Angleterre — 13 Dead End Drive.
- Danemark — Tante Agathes Testamente.
- Finlande — Kalmankuja 13.
- Allemagne — Agathas letzter Wille.
- Italie — L'erede misterioso.
- Pays-Bas — Ongelukslaan 13.
- Espagne — La Herencia de la Tía Agata.
- Suède — Faster Agathas Testamente.
- Grèce — Κληρονόμων 13.